# Бюро человечества
«Бюро человечества» (англ. The Humanity Bureau) — американо-канадский антиутопический фильм-триллер, снятый Робом У. Кингом по сценарию Дэйва Шульца. В главных ролях снимались Николас Кейдж, Сара Линд и Хью Диллон. 
Премьерный показ состоялся 1 декабря 2017 года в Швеции, в мировой прокат фильм вышел в начале 2018 года.

## Сюжет
К 2030 году США с трудом оправляются от последствий настигших страну экономических кризисов, войн и глобального потепления. Правительством создано специальное Бюро человечества, главной задачей которого является выявление экономически бесполезных граждан и переселение их в колонию «Новый Эдем». Один из сотрудников Бюро, Ной Кросс (Николас Кейдж), узнаёт что на самом деле колония является лагерем смерти, где людей сжигают. Он не решается туда отправить мать-одиночку Рэйчел и её сына Лукаса, и решает вместе с ними попытать удачи на озере Джекфиш (Альберта) в Канаде, которая по слухам заражена радиацией.
В погоню за бывшим агентом отправляются другие сотрудники Бюро человечества во главе с начальником Кросса, Адамом, который готов пойти на всё, чтобы не допустить разглашения государственной тайны...

## В ролях
| Актёр               | Роль                           |
| ------------------- | ------------------------------ |
| Николас Кейдж       | Ной Кросс                      |
| Сара Линд           | Рэйчел Веллер                  |
| Хью Диллон          | Адам Вестингхауз               |
| Джейкоб Дэвис       | Лукас Веллер                   |
| Курт Макс Рунте     | кочевник Адольф Шрёдер         |
| Джетт Клайн         | Ной Кросс (в детстве)          |
| Виселос Реон Шеннон | агент Портер                   |
| Дэвид Ловгрен       | Ирвинг Рэвитч                  |
| Лорн Кардинал       | канадский рейнджер-пограничник |
| Лео Фафард          | клерк в отеле                  |

## Производство
Часть съёмок проходила в долине Оканаган (Британская Колумбия, Канада); в фильме снялась семья актёров: персонажа Николаса Кейджа в детстве сыграл ребёнок-актёр Джетт Клайн, его мать Дести исполнила небольшую роль дочери Адольфа Шрёдера, а отец Пол Клайн стал дублёром Хью Диллона.